# Бабаев, Эли
Эли Бабаев (1 ноября 1990, Раанана, Израиль) — израильский футболист, полузащитник.

## Карьера
Дебютировал в чемпионате Израиля в 2013 году в составе «Хапоэля» (Раанана). В клубе провёл около 5 лет, за которые сыграл более 100 матчей и забил 5 голов в чемпионате страны. Летом 2018 года подписал контракт с клубом чемпионата Азербайджана «Сумгаит»
В марте 2019 вызван в сборную Азербайджана.